# Синорово
Синорово — село в Лунинском районе Пензенской области. Входит в состав Болотниковского сельсовета.

## Население
| 1710  | 1717 | 1782 | 1864  | 1877  | 1897  | 1910  | 1926  |
| ----- | ---- | ---- | ----- | ----- | ----- | ----- | ----- |
| 124   | ↘121 | ↗370 | ↗1220 | ↗1483 | ↗1734 | ↗2497 | ↘1412 |
| 1930  | 1959 | 1979 | 1989  | 1996  | 2002  | 2010  |       |
| ↗2323 | ↘635 | ↘501 | ↘375  | ↗383  | ↘338  | ↘297  |       |

## Улицы
- ул. Гагарина,
- ул. Луговая,
- ул. Предречная,
- ул. Садовая,
- ул. Титова

## Известные уроженцы
- Шаипов, Мухашят Хусяинович (1922—2000) — советский военнослужащий, лейтенант. Заслуженный тренер БССР по парашютному спорту[7].